# Universo Trinity (cenário)
O Universo Trinity (também chamado de Æon Continuum ou Æonverse) é um cenário de ficção científica criado pela White Wolf Publishing. Os jogos que compõem esse universo são:
- Adventure!, um jogo de ação ambientado em 1924.
- Aberrant, um jogo de superpoderosos ambientado em torno de 2008 a 2015.
- Trinity, um jogo de ficção científica onde os jogadores assumem o papel de psions em um futuro distante (de 2120 a 2122).

## História
ÆON, mais tarde conhecido como Trinity, foi um jogo de ficção científica que pretendia ser o primeiro de uma trilogia de jogos. Aberrant (1999) de Rob Hatch era um jogo de RPG de super-heróis em um futuro próximo que já estava em desenvolvimento e foi alterado para fazer parte do cenário do "Universo Trinity". A linha Trinity sofreu com baixas vendas, então o terceiro jogo, o RPG de aventura Adventure! (2001), foi publicado como um livro independente. O selo ArtHaus da White Wolf acabou assumindo a linha "Trinity" e publicou Aberrant d20 (2004), Adventure d20 (2004) e Trinity d20 (2004) usando o Sistema d20, mas eles foram produzidos em um mercado fraco para o d20, então nenhum outro livro de Trinity foi publicado.